# Vrlika
Vrlika város és község Horvátországban Split-Dalmácia megyében.

## Fekvése
Splittől légvonalban 44, közúton 70 km-re északra, Knintől légvonalban 21, közúton 32 km-re délkeletre, a Vrlikai mező szélén, a Zágrábot Splittel összekötő 1-es számú főút mentén fekszik. A község területét karsztmezők (északon a Cetinsko- és a Paško-, délen a valamivel nagyobb Vrličko polje) képezik, melyeket a Svilaja- és a Dinári-hegység fog közre. A térségen Dalmácia leghosszabb folyója a Cetina folyik keresztül, melynek vizét a 29 km2 területű, 65 méter mélységű Peruča-tó gyűjti össze. A Cetina egyik mellékvize a Česma Vrlika város területén ered. Védett fekvése miatt az éghajlat kellemes szubmediterrán, mely kontinentális hegyvidéki éghajlattal keveredik. Emiatt légzőszervi betegségekben szenvedők számára különösen kedvező.

## A község települései
A községhez Vrlika városán kívül Garjak, Ježević, Koljane, Kosore, Maovice, Otišić, Podosoje és Vinalić települések tartoznak.

## Története
Vrlika és környéke különösen gazdag vízfolyásokban, melyet a Cetina és mellékvizei jelentenek. A vidék számos forrása már ősidők óta ide vonzotta az embereket és hozzájárult a korai települések fejlődéséhez. Az emberi élet legrégibb nyomai ezen a területen a kőkorszakig, az i. e. 30000 körüli időkig nyúlnak vissza. A Cetina forrásvidékén, a Milaši településtől északra található a Gospodska-barlangban ebből a korból származó cseréptöredékeket és csontból faragott árt találtak. Az i. e. 1900 és 1600 között itt élt cetinai kultúra népe pásztorkodásból élt és megmunkálta a rezet. A község területéről ennek a kultúrának számos emléke, erődített települések (például a Vinalić határában található Balečka gradina) és halomsírok kerültek elő. Otišić közelében egy barlangban nagyon értékes leletekre, egy bronz kardra, ékszerekre és más leletekre bukkantak. A leletek alapján szakemberek arra következtetnek, hogy a térség már a bronzkorban eléggé benépesült. A késő bronzkorban élt itt az első ismert nép, az illírek egyik törzse a dalmaták, akik pásztornépek voltak és hosszú ideig sikeresen álltak ellen a római támadásoknak. A rómaiaknak csak 9-ben sikerült teljesen megszállni e területet, amelyet Dalmácia tartományhoz csatoltak. Az itt élő dalmaták idővel romanizálódtak és amint azt a számos római kori lelet is tanúsítja, átvették a római életmódot és kultúrát. A Római Birodalom gyengülésével Vrlika vidéke barbár népek uralma alá került. A szerény mennyiségű régészeti lelet a germán keleti gótok, majd a 7. századtól az avarok és a velük érkezett ószláv népek jelenlétéről tanúskodik. A mai horvátok ősei először a Cetina forrása körül telepedtek le. Keresztény hitre térítésük után itt építették fel a Sveti Spas templomot, mely a mai napig is áll, harangtornya a község legrégibb műemléke. A templomot a 14. században bővítették és ekkor kapta szögletes apszisát. Építtetője Gastika knini zsupán és felesége Nemira volt. A templom körüli temetőben mintegy 1150 sír található mintegy 700 sírkővel. Találtak itt ez 9. századi tömjén füstölőt, abból az időből amikor a horvátok őseit még frank misszionáriusok térítették. A leletek alapján Vrlika már ekkor a nagyobb települések közé tartozott. A frankok érkezésekor építették a Vukovića vrilánál álló Szent Katalin kolostort.
Vrlika városát írott forrásban 1069-ben az ősi Cetinai (Cetinska) község központjaként említik először, melyhez Glavaš, Prozor, Sinj, Trilj, Stolac, Gradac, Nutjak, Tugare várai és a poljicai plébániák területe is hozzá tartozott. A mai Split-Dalmácia megye területére eső öt község (a többiek Imotska, Zminjska, Kliška és Dridska) közül ez volt a legnagyobb. A szomszédos községek felé eső peremvidékét már ekkor várak láncolata védte. Így Imota irányában állt Cacvina, délre Klissza felé Nutjak, északra Knin és Bosznia irányában pedig Glavaš. A 10. és 11. század közötti időben a község két önálló részre vált szét: a vrlikaira, mely északról Kninnel volt határos és délen a mai Dragović kolostornál a cetinaira. A Vrlika feletti hozzáférhetetlen sziklaszirtre építtette fel Hrvoje Vukčić Hrvatinić spalatói herceg a 14. század elején Prozor várát, melynek látványa ma is uralja a település látképét. A vár Hrvojának nemcsak nyári rezidenciája volt, hanem a Luxemburgi Zsigmonddal vívott harcok idején egyik legfontosabb erőssége is. A vár alatt fejlődött ki Vrlika, melynek lakossága főként a régió régi központjából Vrh Rikából költözött ide át. Prozor vára ezt követően a Nepilićeké, majd a Frangepánoké lett, de ők már nem élvezhették sokáig birtoklását, mert Zsigmond király hívének, a Vitturi családnak adományozta. 1425-től a megújuló török támadások egyre nagyobb veszély jelentettek a térség lakosságára. Magának Vrlikának nem volt vára és a település sem volt különösebben megerősítve. A közeli Prozor és Glavaš várain kívül csak a természetes vízfolyások védelmére szorítkozhatott. 1492-ben a török elfoglalta Vrh Rikát Sveti Spas templomával együtt. 1522-ben pedig maga Vrlika is török uralom alá került. A török közigazgatásban a település a Klisszai szandzsák egyik náhijéjének központja lett. Vrlikán dzsámi épült és jelentős muzulmán lakosság települt be a városba. A település csak 1688-ban Knin velencei ostromával egy időben szabadult fel a török uralom alól. A muzulmán lakosság elmenekülését követően Boszniából és Hercegovinából érkezett új keresztény lakosság (köztük mintegy háromszáz pravoszláv család) a városba és környékére. Az 1714-ben kitört velencei-török háború során rövid időre újra török kézre került, de a háború végén 1718-ban az új határt már a Dinári-hegységnél húzták meg és ezzel végleg velencei kézen maradt.
1797-ben a Velencei Köztársaság megszűnésével a település a Habsburg Birodalom része lett. 1806-ban Napóleon csapatai foglalták el és 1813-ig francia uralom alatt állt. Napóleon bukása után ismét Habsburg uralom következett, mely az első világháború végéig tartott. Közben 1811-ben megalapították Vrlika községet, mely eleinte a knini, majd az osztrák uralom alatt a sinji járáshoz tartozott. 1867-ben megnyílt a fiúiskola, 1889-ben pedig felépült a községháza is. 1894-ben megalakult a horvát olvasókör. A római katolikus plébániatemplom építése 1876-ban kezdődött és 1898-ban szentelték fel. A városnak 1857-ben 644, 1910-ben 881 lakosa volt. Az I. világháború után rövid ideig az Olasz Királyság, ezután a Szerb-Horvát-Szlovén Királyság, majd Jugoszlávia része lett. A második világháború idején olasz csapatok szállták meg. 1942-ben az olasz erők átfogó támadást indítottak a város körüli partizán csoportok ellen, mely harcok során a lakosság is sokat szenvedett. 1943-ban a partizánok égettek fel minden házat, mely horvátok tulajdonában volt. 1944 július 31-én német csapatok vonultak be Vrlikára, melyet végül novemberben foglaltak el a partizán alakulatok. A háború után a település a szocialista Jugoszlávia része lett. 1991-től a független Horvátországhoz tartozik. A délszláv háború során szerb erők foglalták el a várost, mely 1995 augusztusában a Vihar hadművelet során szabadult fel. Ezután kezdődhetett el a lerombolt épületek újjáépítése. A háborúnak 19 helyi lakos esett áldozatául. Lakossága 2011-ben 828 fő volt.

## Lakosság
| Lakosság változása | Lakosság változása | Lakosság változása | Lakosság változása | Lakosság változása | Lakosság változása | Lakosság változása | Lakosság változása | Lakosság változása | Lakosság változása | Lakosság változása | Lakosság változása | Lakosság változása | Lakosság változása | Lakosság változása | Lakosság változása |
| ------------------ | ------------------ | ------------------ | ------------------ | ------------------ | ------------------ | ------------------ | ------------------ | ------------------ | ------------------ | ------------------ | ------------------ | ------------------ | ------------------ | ------------------ | ------------------ |
| 1857               | 1869               | 1880               | 1890               | 1900               | 1910               | 1921               | 1931               | 1948               | 1953               | 1961               | 1971               | 1981               | 1991               | 2001               | 2011               |
| 644                | 751                | 733                | 820                | 904                | 881                | 877                | 907                | 681                | 751                | 927                | 836                | 1.207              | 1.334              | 959                | 828                |

## Nevezetességei
- A Rózsafüzér királynője tiszteletére szentelt római katolikus plébániatemploma 1876 és 1898 között épült. A helyén állt régi templomot már 1709-ben az egyházi vizitáció során említi Cupilli spliti érsek, majd az ennek helyén 1753-ban épített újabb templom is idővel tönkrement. A mai templomot 1959-ben újították meg. A délszláv háború során a szerb erők az egész belső terét lerombolták, de a háború után a hívek segítségével újjáépítették. A templom egyhajós épület, bejárata felett az oromzaton áll a kőből épített harangtorony, a harangok szintjén biforámával, legfelül pedig kőpiramissal. A szentélyben állt a márvány főoltár a Szűzanya képével karjában a gyermek Jézussal. A képet, melyet gazdagon díszített aranyozott barokk keret vett körül valószínűleg a község szülötte, Filip Grabovac atya rendelte Velencéből. A háborúban súlyos sérüléseket szenvedett kép helyett Slavko Alač festőművész új oltárképet festett. Az oltár két oldalán Szent Péter és Pál apostolok szobrai álltak, a délszláv háború idején a szerbek ezeket is súlyosan megrongálták. Petar Barišić akadémiai szobrászművész faragta őket újra. A diadalívnél Szent Antal és Szent Anna, az oldalfalnál pedig Jézus Szíve szobra állt. A templomot 1936-ban festette ki Vlado Marjanović. A háború idején megsemmisült Celestin Medovać Rózsafüzér királynője képe is. A keresztút pasztell képeit Branimir Ivandić zágrábi művész festette. A templom színes üvegablakai Ante Kunduz akadémiai festőművész munkái. A templom előtt Filip Grabovac atya emlékműve áll, aki a közeli Posodojén született. Ez is másolat, mivel az eredetit a szerbek szétverték.[5] A templom búcsúünnepét október első vasárnapján tartják.[6]
- Szent Miklós tiszteletére szentelt pravoszláv temploma 1701-ben épült, mai formáját 1801-ben nyerte el, amikor a bejárati részhez hozzáépítették a harangtornyot és a templomot félköríves apszissal hosszabbították meg. A harangtornyot vízszintesen kőkoszorúk tagolják. Első szintjén rózsaablak, legfelül pedig biforámás és félköríves ablakok díszítik.
- Prozor vára[7] a 15. század elején épült. Első írásos említése 1406-ból származik, amikor Vrlikát és környékét Hrvoja spalatói herceg uralta. Falai ma is nagy magasságban állnak, emiatt Dalmácia legjelentősebb középkori várromjai közé tartozik. A szabálytalan négyszög alaprajzú vár közepén áll a várpalota, melynek keleti bejáratához rámpa és felvonóhíd vezetett. Nyugati részén volt a várnagy lakosztálya. A vár keleti oldalát egy kisebb hengeres torony védte. A lekerekített falakkal védett várkapu a nyugati oldalon volt, míg a déli oldalon a meredek sziklafal miatt csak alacsonyabb falak álltak. A vár 1715-ben a Cetina vidéke ellen intézett török támadás idején súlyosan megrongálódott. A török zsoldosok Vlika ekkor lakóit megkímélték, míg a várba menekült lakosság számára nem volt kegyelem. A falak helyreállítása 1988-ban kezdődött, majd a munka a délszláv háború idején szünetelt és csak 2006-ban folytatódott.[6]
- A dragovići monostort valószínűleg a 15. század elején emelték. A 17. század elején a szerzetesek elhagyták és Magyarországra menekültek. 1694-ben visszatértek és az épületeket újjáépítették. A monostor új templomát a 18. században kezdték építeni, de az építés csak 1866-ban fejeződött be. A monostort a Peruča-tó vízzel való feltöltése során elárasztották és csak alacsony vízállás esetén láthatók a falak maradványai. Az 1960-as években a régi kolostor helyétől délkeltre fekvő magaslaton új templomot építettek.[6]
- A város délnyugati határában az erdőben található a Česma-patak forrása,[8] melyet 1875-ben I. Ferenc József császár látogatására szépen kiépítettek. A forrás körül főfalat építettek, mely a kerek platót övez. Magához a forráshoz három oldalról kőből épített lépcsők vezetnek és a víz hat kifolyón ömlik a kiépített medencébe. 1939-től a Česmából kiépített elektromos szivattyúval biztosították a város vízszükségletét. A Česma mint a társasági élet színtere is jelentős a város életében. Ez ihlette Milan Begovićot Jakov Gotovac „Ero s onoga svijeta“ (Ero a kópé) című operája librettójának megírására. Itt áll Milan Begović emlékműve, melynek színpadán minden nyáron előadják Gotovac operáját.[6]
- A Szent Péter és Pál templom a vrlikai temetőben áll. Ez volt az első templom, melyet a török uralom alóli felszabadulás után építettek. Első írásos említése 1701-ból származik Több alkalommal is megújították, melyek közül az 1953-as és a délszláv háború utáni felújítás a legjelentősebbek. A templom mellett ősi temető található kereszt alakú díszes sírkövekkel, melyek motívumai közül a gazdag virágminta és a Szent György legyőzi a sárkányt a leggyakoribbak. Mind helyi mesterek munkái. A templom a horvát kulturális örökség listáján is szerepel.[6]
- A forrás közelében álló Stojić-malom[9] valószínűleg a 19. század elején épült. A dalmát malmok legelterjedtebb típusához tartozik vízszintes malomkerékkel (kanalakkal), amelyekben a vízsugár a bevezető csatornából a malomkerék kanalaihoz kerül és azok vízszintes körforgása egy függőleges tengelyt meghajtva a hajtóerő felül közvetlenül a felső malomkőhöz kerül.
- Húsvét időszakában hagyomány a településen a "Čuvari Kristova groba" (Krisztus sírjának őrzői). Ennek során nagypéntektől a feltámadásig népviseletbe öltözött férfiak állnak díszőrséget hagyományos fegyvereikkel a plébániatemplomban a szentsírnál. A húsvéti ünnepi szentmise után a templom előtt kólót járnak, ezzel is kifejezve afeletti örömüket, hogy Krisztus győzött a halál felett.

## Gazdaság
A helyi gazdaság hagyományos alapja a mezőgazdaság, az állattartás és a kereskedelem volt. Az utóbbi időkben egyre fontosabb szerepet játszik a turizmus és vendéglátás, valamint a korszerű informatikai technológia, melyek a fenntartható fejlődés alapját képezik.

## Oktatás
A város alapiskolája szülöttének Milan Begovićnak a nevét viseli.

## Kultúra
- A város népi hagyományit a KUU Milan Begović kulturális és művészeti egyesület ápolja.
- A városnak saját népi tánca van a Vrličko kolo
- Jellegzetes a díszes vrlikai népviselet.

## Sport
- HNK Vrlika labdarúgó egyesület
- Česma sport és rekreációs központ